# ريد فول
ريد فول (بالإنجليزية: Redfall)‏ هي لعبة أكشن-مغامرات من تطوير شركة أركين ستوديوز ونشر شركة بيثيسدا سوفت ووركس. صدرت اللعبة في 2 مايو 2023 على منصات إكس بوكس سيريس إكس وسيريس أس ومايكروسوفت ويندوز، حيث تدعم اللغة العربية ترجمة وقوائم .

## الاستقبال
| استقبال |                           |
| --- | ------------------------- |
| مجموع النقاط المجموع نقاط ميتاكريتيك (PC) 57/100 [ 7 ] (XSXS) 60/100 [ 8 ] نتائج المراجعة نشرة نقاط غيم سبوت 4/10 [ 9 ] غيمز رادار [ 10 ] آي جي إن 4/10 [ 11 ] بي سي غيمز إن 7/10 [ 12 ] فيديو غيمر.كوم 7/10 [ 13 ] |                           |
| مجموع النقاط |                           |
| المجموع | نقاط                      |
| ميتاكريتيك | (PC) 57/100 (XSXS) 60/100 |
| نتائج المراجعة |                           |
| نشرة | نقاط                      |
| غيم سبوت | 4/10                      |
| غيمز رادار | [ 10 ]                    |
| آي جي إن | 4/10                      |
| بي سي غيمز إن | 7/10                      |
| فيديو غيمر.كوم | 7/10                      |

تلقىت ريد فال مراجعات "مختلطة أو متوسطة" ، وفقًا لمجمع المراجعة ميتاكريتك.

## روابط خعرجية
ريد فول على موقع IMDb (الإنجليزية)